# VIII. Erik svéd király

VIII. Erik vagy Pogány Erik (svédül: Erik Hedningen) a korabeli pogány Aesir (óészaki Æsir) istenségben hívó svédek királyjelöltje volt 1066-ban. A nyugati gautok, Västergötland lakosai azonban Stenkil fiát, Erik Stenkilssont szerették volna királyukká tenni. Az ellentétek harcokba torkollottak, melyek eredménye mindkét királyjelölt halála volt. Halsten, Stenkil fia ragadta magához a királyi hatalmat, feltehetőleg erősebb akaratú fivérével, Ingével együtt. Az 1066 és 1088 közötti éveket azonban inkább az ismert és kevésbé ismert trónkövetelők közötti harcok jellemezték.
Pogány Eriknek egy fia, Olof született Gyla nevű feleségétől.

## Fordítás
- Ez a szócikk részben vagy egészben  az   Erik Hedningen című svéd Wikipédia-szócikk ezen változatának fordításán alapul.  Az eredeti cikk szerkesztőit annak laptörténete sorolja fel. Ez a jelzés csupán a megfogalmazás eredetét és a szerzői jogokat jelzi, nem szolgál a cikkben szereplő információk forrásmegjelöléseként.